# ألويرنيا
ألويرنيا هي بلدة تقع على بعد حوالي 36 كيلومترًا غرب كراكوف في محافظة بولندا الصغرى، بولندا. تبلغ مساحة البلدة 8.88 كيلومترًا مربعًا، واعتبارًا من يونيو 2022 يبلغ عدد سكانها 3284 نسمة.

## تاريخ

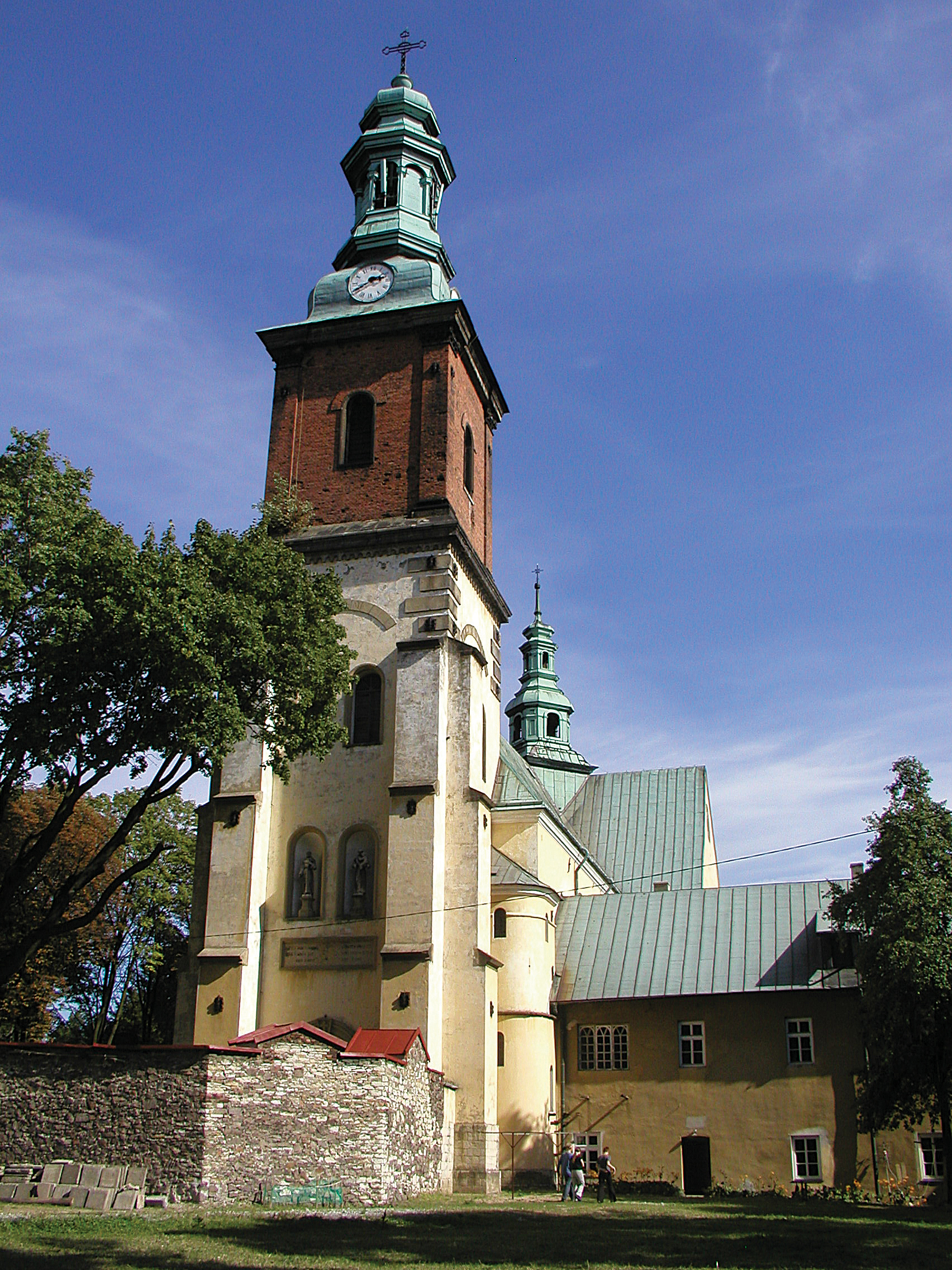
كنيسة برناردين

اسم البلدة مأخوذ من اسم دير الفرنسيسكان في لا فيرنا (باللاتينية: Alvernia) في تسكانة بإيطاليا. وقد منحه للمنطقة في عام 1616 القسيس كرزيستوف كوريتشينسكي. تم بناء دير من رهبانية ستيجماتا القديس فرانسيس الأسيزي على أرض مرتفعة بين عامي 1625 و1656. يعود تاريخ الكنيسة إلى الفترة بين عامي 1630 و1676. [بحاجة لمصدر]
نشأت مستوطنة أسفل الدير حصلت في عام 1776 على حق إقامة سوق. وفي عام 1796 ذُكرت ألويرنيا باعتبارها مركزًا تجاريًا وإداريًا صغيرًا. [بحاجة لمصدر]
بعد التقسيم الثالث لبولندا، أصبحت المدينة جزءًا من الإمبراطورية النمساوية، ومنذ عام 1867 أصبحت جزءًا من النمسا والمجر. في بولندا التي ولدت حديثًا، كانت ألويرنيا تابعة إداريًا لمحافظة كراكوف. بعد الحرب العالمية الثانية، أصبحت المدينة مرة أخرى جزءًا من محافظة كراكوف حتى عام 1998. [بحاجة لمصدر]
في 15 سبتمبر 1993 حصلت ألويرنيا على ميثاق مدينتها.

## اقتصاد
يقع مصنع للكيماويات في البلدة إسمه "ألفينتا". تم بناء المصنع في عامي 1923-1924، في فترة ما بين الحربين العالميتين. ويركز بشكل أساسي على إنتاج مركبات الفوسفور والكروم، بالإضافة إلى الأسمدة.